# ميخائيل كوك (أستاذ جامعي)
ميخائيل كوك (بالإنجليزية: Michael Cook)‏ هو مؤرخ بريطاني، ولد في 24 ديسمبر 1940, هو مؤرخ بريطاني وباحث في التاريخ والتراث الإسلامي وهو المؤرخ العام لتاريخ كامبرديج الجديد للإسلام.

## السيرة
اظهر مايكل كوك اهتماما مبكرا بتركيا والتاريخ العثماني ودرس التاريخ والدراسات الشرقية في كلية الملك في جامعة كامبرديج 1959-1963 واجرى دراسات عليا في كلية الدراسات الشرقية والأفريقية 1963-1966{SOAS} بجامعة لندن.
كان محاضرا في التاريخ الاقتصادي ومع اشاراته العديده إلى تاريخ الشرق الأوسط 1966-1984 وكان قارئا في تاريخ الشرق الادنى والأوسط وفي عام 1986 تم تعيينه في منصب أستاذ في جامعة كليفلاند أي.دودج { CLEVELAND E.DODGE } لدراسات الشرق الادنى قي جامعة بؤينستون.

## الابحاث
من أهم بحوث كوك هو ماقدمه مع زميلته باتريشيا كرون كتاب غاية في الاهمية «الهاجريون صناعة العالم الإسلامي» تم طرح افكار حول
تاريخ الإسلام مناقضة لما كتب في التراث الإسلامي.
تم طرح النطريات حول التاريخ الإسلامي استنادا لما وجد في الروايات المعاصرة والمخطوطات السريانية والارامية والبيزنطية وتم نسج تاريخ الإسلام من مصادر غير عربية فقط وخصوصا ان اقرب المصادر العربية التي تتحدث عن النبي محمد ظهرت بعد وفاة النبي بقرنين أو قرن.
ان المشكلة في طرح كوك وكرون هو التناقض الذي صدم التراث الإسلامي وهذا ما جعلهم عرضه للنقد اللاذع والتكفير فكوك وكرون اعادوا بناء الإسلام منذ البداية وهو يختلف اختلافا كاملاا مع ما جاء في التراث الإسلامي.
ولدى كوك العديد من المؤلفات الأخرى مثل محمد نبي الإسلام وتاريخ موجز للعرق البشري وكتاب الامر بالمعروف والنهي عن المنكر في الفكر الإسلامي.

## محمد النبي السارسني
ان النظرية التي طرحها الباحثان حول اصل النبي محمد هي نظرية مثيرة للاهتمام حقا وساشرح لب الفكرة هنا.
ان النبي محمد لم يبعث في مكة المعروفة ولكنه بعث في مناطق مثل البتراء والشام والمثير للاهتمام هو توجيه اصابع الاتهام للعباسيين حول تحريف الإسلام الحقيقي
فان محمدا كان من قوم السارسن أو الاسماعيلين عرب البتراء وتحالف مع النصارى وبعض اليهود للاستيلاء على بيت المقدس الذي أخذ منهم من قبل التثليثين الوثنيين الذين يعرفون
اليوم بالمسيحين ومن أهم الاشخاص الذين كانوا بتلك الفترة هو النبي محمد و «ايليا أبو تراب» أو الامام علي ملك الحيرة وملك الغساسنة «معاوية».
قد فتحت افكار كوك باب لايمكن غلقه حول تاريخ الإسلام.